# Lupiñén-Ortilla
Lupiñén-Ortilla (aragónul Lopinyén-Ortiella) település Spanyolországban, Huesca tartományban. Lupiñén-Ortilla Ayerbe, Almudévar, Biscarrués, Loscorrales, La Sotonera, Alerre, Alcalá de Gurrea, Puendeluna, Ardisa, Gurrea de Gállego és Marracos községekkel határos. Lakosainak száma 349 fő (2024).

## Népesség
A település népessége az utóbbi években az alábbiak szerint változott:
| Lakosok száma | 355  | 346  | 350  | 387  | 389  | 373  | 340  | 342  | 348  | 349  |
|               | 2001 | 2004 | 2006 | 2009 | 2011 | 2014 | 2016 | 2019 | 2021 | 2024 |